# 保羅·摩納漢
保羅·摩納漢（英語：Paul Monaghan，1966年11月11日—）是一位蘇格蘭政治人物，他的黨籍是蘇格蘭民族黨。他在1994年加入蘇格蘭民族黨。自2015年開始，他擔任凱斯內斯、薩瑟蘭和伊斯特羅斯選區選出的國會議員，但於兩年後輸掉議席。